# Taphrina americana
Taphrina americana är en svampart som beskrevs av Mix 1947. Taphrina americana ingår i släktet Taphrina och familjen häxkvastsvampar.   Inga underarter finns listade i Catalogue of Life.